# Fundamento de Esperanto
Fundamento de Esperanto (v esperantu Základ esperanta) je kniha L. L. Zamenhofa, publikovaná na jaře 1905. V srpnu 1905 byla čtvrtým článkem Buloňské deklarace prohlášena za oficiální zdroj jazyka. Fundamento je pokládáno za nejzákladnější spis esperanta a jako takové je neměnné.
Fundamento se skládá ze čtyř částí: Předmluvy (Antaŭparolo), Gramatiky (Gramatiko), sbírky příkladů (Ekzercaro) a „Univerzálního slovníku“ (Universala Vortaro). S výjimkou předmluvy celý spis vychází ze Zamenhofových starších prací.
Na stejné úrovni jako Fundamento jsou Oficiální dodatky (Oficialaj Aldonoj), kterých je v současné době devět, a které představují především nová slova slovníku, a které jsou schvalovány „odpovědnou institucí“ (podle předmluvy textu).
Gramatika a slovník Fundamenta jsou psány v pěti národních jazycích: francouzsky, anglicky, německy, rusky a polsky.